# MAN

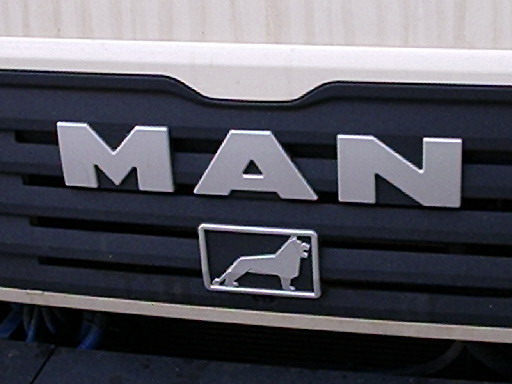
Logo společnosti MAN (dříve M.A.N.) na masce chladiče nákladního automobilu této značky. Lev je připomínkou pohlcené společnosti Büssing.

MAN SE (německy: Maschinenfabrik Augsburg-Nürnberg) byl německý strojírenský holding.
Skupina MAN je známá hlavně kvůli výrobě autobusů a nákladních automobilů, věnuje se ale i jiným oblastem strojírenství. Vyrábí:
- silniční dopravní prostředky;
- vznětové motory a dieselelektrické agregáty;
- parní a plynové turbíny;
- průmyslové stroje a služby.

V roce 1898 se Maschinenbau-AG Nürnberg (zal. 1841) a Maschinenfabrik Augsburg AG (zal. 1840 sloučily do Vereinigte Maschinenfabrik Augsburg und Maschinenbaugesellschaft. V roce 1908 získala společnost současné jméno Maschinenfabrik Augsburg-Nürnberg AG, Augsburg (M.A.N.). Dnes je jedním z vedoucích evropských producentů strojů a dopravních prostředků. V roce 2008 zaměstnávala 51 tisíc zaměstnanců a prodejem svých výrobků ve 120 zemích dosáhl její obrat 15 miliard €.
Akcie MAN bývaly součástí německého burzovního indexu DAX. V roce 2016 více než 75 % akcií MAN SE je ve vlastnictví skupiny Volkswagen AG.

## Skupiny
- MAN Nutzfahrzeuge AG se zabývá produkcí nákladních automobilů (61 % obratu skupiny), autobusů (14 %), motorů a součástí (7 %) a servisem (18 %). Na celkovém obratu MAN AG se podílí asi z poloviny, 88 % obchodu se uskutečňuje na evropském trhu.
- MAN B&W Diesel AG vyrábí vznětové a spalovací motory pro lodě, lokomotivy, průmyslové stroje a elektrárny.
- MAN Turbo AG vyrábí plynové turbíny a turbíny pro průmysl a energetiku.
- MAN Ferrostaal AG dosahuje zhruba 20 % celkového obratu MAN AG, zajišťuje průmyslové služby, především projektování, dodávky a montáž ocelových konstrukcí.

V letech 1921 až 1963 existovala také skupina MAN Ackerdiesel, produkující traktory a zemědělské stroje.